# رفتارگرایی پایان‌شناختی
رفتارگرایی پایان‌شناختی (به انگلیسی: Teleological behaviorism) نوعی رفتارگرایی است. مانند دیگر شکل‌های رفتارگرایی، به شدت بر توجه به رفتارهای ظاهراً قابل مشاهده انسانی استوار است. رفتارگرایی پایان‌شناختی مانند دیگر شاخه‌های رفتارگرایی، فرآیندهای شناختی مانند احساسات و افکار را در نظر می‌گیرد، اما اینها را به عنوان علت‌های تجربی رفتار نمی‌داند. رفتارگرایی پایان‌شناختی در عوض به این احساسات و افکار به عنوان خود رفتار نگاه می‌کند. رفتارگرایی پایان‌شناختی از دیگر شاخه‌های رفتارگرایی به دلیل تمرکز بر ظرفیت انسان برای کنترل خود و همچنین تأکید بر مفهوم اراده آزاد متفاوت است.